# Rondout Light
Rondout Light ist ein Leuchtturm am westlichen Ufer des Hudson River, an der Mündung des Rondout Creek, bei Kingston im US-Bundesstaat New York.

## Benennung
Der amtliche Name in der United States Coast Guard Light List lautet Rondout Creek Leading Light. Ins National Register of Historic Places wurde das Bauwerk unter der Bezeichnung Kingston/Rondout 2 Lighthouse eingetragen. Diese Benennung geht auf die Reihenfolge in der Serie von Baken und Leuchtfeuern im Rondout Creek zurück. Nummer 2 ist das erste Signal auf der rechten Seite des Flusses in Richtung zur Quelle. Die Website der United States Coast Guard, die sich der Geschichte der Navigation in den Vereinigten Staaten widmet, wird die Anlage als Rondout Creek (Kingston) Light bezeichnet.

## Geschichte
Als der Leuchtturm 1915 in Betrieb genommen wurde, trat er an die Stelle eines Vorgängerbauwerks aus dem Jahr 1867. Der National Historic Lighthouse Preservation Act sorgte dafür, dass die United States Coast Guard einige ihrer Anlagen außer Dienst stellen musste und an gemeinnützige Organisationen der Denkmalpflege oder kommunale Behörden zu übertragen hatten. In einem Pilotprojekt wurden nach Ausschreibung und Prüfung der Angebote im Herbst 2001 neun Leuchttürme auf diese Weise privatisiert. Das Rondout Light war eine dieser neun Anlagen. Zum neuen Eigentümer des Rondout Light wurde 2002 die City of Kingston. Es wird derzeit vom gemeinnützigen Hudson River Maritime Museum genutzt.
Das Bauwerk wurde am 29. Mai 1979 in das National Register of Historic Places aufgenommen.